# Mistrzostwa Świata FIBT 1969
Mistrzostwa Świata FIBT 1969 odbyły się w dniu 15 lutego 1969 w amerykańskiej miejscowości Lake Placid, gdzie rozegrano konkurencję męskich dwójek i czwórek bobslejowych.

## Dwójki
- Data: 15 lutego 1969

| Miejsce | Państwo | Zawodnik                           | Czas |
| ------- | ------- | ---------------------------------- | ---- |
| 1       | Włochy  | Nevio De Zordo Adriano Frassinelli | –    |
| 2       | Rumunia | Ion Panțuru Dumitru Focșeneanu     | –    |
| 3       | Włochy  | Gianfranco Gaspari Mario Armano    | –    |

## Czwórki
- Data: 15 lutego 1969

| Miejsce | Państwo           | Zawodnik                                                                 | Czas |
| ------- | ----------------- | ------------------------------------------------------------------------ | ---- |
| 1       | RFN               | Wolfgang Zimmerer Peter Utzschneider Walter Steinbauer Stefan Gaisreiter | –    |
| 2       | Włochy            | Gianfranco Gaspari Sergio Pompanin Roberto Zandonella Mario Armano       | –    |
| 3       | Stany Zjednoczone | Les Fenner Robert Huscher Howard Siler Allen Hachigian                   | –    |

## Tabela medalowa
| Miejsce | Państwo           |   |   |   | Razem |
| ------- | ----------------- | - | - | - | ----- |
| 1.      | Włochy            | 1 | 0 | 1 | 0     |
| 2.      | RFN               | 1 | 0 | 0 | 1     |
| 3.      | Rumunia           | 0 | 1 | 0 | 1     |
| 4.      | Stany Zjednoczone | 0 | 0 | 1 | 1     |